# Brasilien i olympiska sommarspelen 1996
Brasilien deltog i de olympiska sommarspelen 1996 med en trupp bestående av 225 deltagare, som tillsammans tog 15 medaljer.

## Basket
Herrar
Gruppspel
| Lag         | Vinster | Förluster | Poäng |
| ----------- | ------- | --------- | ----- |
| Jugoslavien | 5       | 0         | 10    |
| Australien  | 4       | 1         | 9     |
| Grekland    | 3       | 2         | 8     |
| Brasilien   | 2       | 3         | 7     |
| Puerto Rico | 1       | 4         | 6     |
| Sydkorea    | 0       | 5         | 5     |

|                    | Australien | Brasilien | Grekland | Sydkorea | Puerto Rico | Socialistiska federativa republiken Jugoslavien |
| ------------------ | ---------- | --------- | -------- | -------- | ----------- | ----------------------------------------------- |
| Australien         |            | 109-101   | 103-62   | 111-88   | 101-96      | 68-91                                           |
| Brasilien          | 101-109    |           | 87-89    | 127-97   | 101-98      | 82-101                                          |
| Grekland           | 62-103     | 89-87     |          | 108-86   | 80-69       | 63-71                                           |
| Sydkorea           | 88-111     | 97-127    | 86-108   |          | 86-98       | 65-118                                          |
| Puerto Rico        | 96-101     | 98-101    | 69-80    | 98-86    |             | 86-97                                           |
| Jugoslavien\|91-68 | 101-82     | 71-63     | 118-65   | 97-86    |             |                                                 |

Slutspel
|  | Kvartsfinaler | Kvartsfinaler |             |       | Semifinaler   | Semifinaler  |              |            | Final      | Final |
|  | 0             | 0             | 0           | 0     | 0             | 0            | 0            | 0          | 0          | 0     |
|  |               |               | 0           | 0     |               |              | 0            | 0          |            |       |
|  |               |               | 0           | 0     |               |              | 0            | 0          |            |       |
|  | 0 Jugoslavien | 0128          | 0           | 0     |               |              | 0            | 0          |            |       |
|  | 0 Jugoslavien | 0128          | 0           | 0     |               |              | 0            | 0          |            |       |
|  | 0 Kina        | 061           | 0           | 0     |               |              | 0            | 0          |            |       |
|  | 0 Kina        | 061           | 0           | 0     | 0 Jugoslavien | 066          | 0            | 0          |            |       |
|  |               |               | 0           | 0     | 0 Jugoslavien | 066          | 0            | 0          |            |       |
|  | 0             | 0 Litauen     | 0           | 058   | 0             |              |              | 0          |            |       |
|  | 0             | 0 Litauen     | 0           | 058   | 0             | 0 Litauen    | 099          | 0          |            |       |
|  | 0             |               |             |       |               | 0 Litauen    | 099          | 0          |            |       |
|  | 0             | 0 Grekland    | 066         | 0     |               |              |              | 0          |            |       |
|  | 0             | 0 Grekland    | 066         | 0     | 0 Jugoslavien | 069          |              | 0          |            |       |
|  | 0             |               |             | 0     | 0 Jugoslavien | 069          |              | 0          |            |       |
|  | 0             | 0             | 0 USA       | 0     | 095           |              |              |            |            |       |
|  | 0             | 0             | 0 USA       | 0     | 095           | 0 Australien | 073          |            |            |       |
|  | 0             | 0             |             |       |               |              | 073          |            |            |       |
|  | 0             | 0             | 0 Kroatien  | 071   | 0             |              |              |            |            |       |
|  | 0             | 0             | 0 Kroatien  | 071   | 0             | 0 Australien | 073          | Bronsmatch | Bronsmatch |       |
|  | 0             | 0             |             |       | 0             | 0 Australien | 073          | Bronsmatch | Bronsmatch |       |
|  | 0             | 0             | 0 USA       | 01001 | 0             | 0            |              |            |            |       |
|  | 0             | 0             | 0 USA       | 01001 | 0             | 0            | 0 USA        | 098        | 0 Litauen  | 080   |
|  | 0             | 0             |             |       | 0             | 0            | 0 USA        | 098        | 0 Litauen  | 080   |
|  | 0             | 0             | 0 Brasilien | 075   | 0             | 0            | 0 Australien | 074        |            |       |
|  | 0             | 0             | 0 Brasilien | 075   | 0             | 0            | 0 Australien | 074        |            |       |
|  |               |               |             |       |               |              |              |            |            |       |
|  |               |               |             |       |               |              |              |            |            |       |

Damer
Gruppspel
| Lag       | Vinster | Förluster | Poäng |
| --------- | ------- | --------- | ----- |
| Brasilien | 5       | 0         | 10    |
| Ryssland  | 4       | 1         | 9     |
| Italien   | 3       | 2         | 8     |
| Japan     | 2       | 3         | 7     |
| Kina      | 1       | 4         | 6     |
| Kanada    | 0       | 5         | 5     |

|           | Brasilien | Ryssland | Italien | Japan  | Kina  | Kanada |
| --------- | --------- | -------- | ------- | ------ | ----- | ------ |
| Brasilien | -         | 82-68    | 75-73   | 100-80 | 83-98 | 69-56  |
| Ryssland  | 68-82     | -        | 75-70   | 73-63  | 94-78 | 68-49  |
| Italien   | 73-75     | 70-75    | -       | 66-52  | 62-53 | 59-54  |
| Japan     | 80-100    | 63-73    | 52-66   | -      | 75-72 | 95-85  |
| Kina      | 83-98     | 78-94    | 53-62   | 72-75  | -     | 61-49  |
| Kanada    | 56-69     | 49-68    | 54-59   | 85-95  | 49-61 | -      |

Slutspel
|  | Kvartsfinaler | Kvartsfinaler |              |     | Semifinaler | Semifinaler  |              |            | Final      | Final |
|  | 0             | 0             | 0            | 0   | 0           | 0            | 0            | 0          | 0          | 0     |
|  |               |               | 0            | 0   |             |              | 0            | 0          |            |       |
|  |               |               | 0            | 0   |             |              | 0            | 0          |            |       |
|  | 0 Brasilien   | 0101          | 0            | 0   |             |              | 0            | 0          |            |       |
|  | 0 Brasilien   | 0101          | 0            | 0   |             |              | 0            | 0          |            |       |
|  | 0 Kuba        | 069           | 0            | 0   |             |              | 0            | 0          |            |       |
|  | 0 Kuba        | 069           | 0            | 0   | 0 Brasilien | 081          | 0            | 0          |            |       |
|  |               |               | 0            | 0   | 0 Brasilien | 081          | 0            | 0          |            |       |
|  | 0             | 0 Ukraina     | 0            | 060 | 0           |              |              | 0          |            |       |
|  | 0             | 0 Ukraina     | 0            | 060 | 0           | 0 Ukraina    | 059          | 0          |            |       |
|  | 0             |               |              |     |             | 0 Ukraina    | 059          | 0          |            |       |
|  | 0             | 0 Italien     | 050          | 0   |             |              |              | 0          |            |       |
|  | 0             | 0 Italien     | 050          | 0   | 0 Brasilien | 087          |              | 0          |            |       |
|  | 0             |               |              | 0   | 0 Brasilien | 087          |              | 0          |            |       |
|  | 0             | 0             | 0 USA        | 0   | 0111        |              |              |            |            |       |
|  | 0             | 0             | 0 USA        | 0   | 0111        | 0 Ryssland   | 070          |            |            |       |
|  | 0             | 0             |              |     |             |              | 070          |            |            |       |
|  | 0             | 0             | 0 Australien | 074 | 0           |              |              |            |            |       |
|  | 0             | 0             | 0 Australien | 074 | 0           | 0 Australien | 071          | Bronsmatch | Bronsmatch |       |
|  | 0             | 0             |              |     | 0           | 0 Australien | 071          | Bronsmatch | Bronsmatch |       |
|  | 0             | 0             | 0 USA        | 093 | 0           | 0            |              |            |            |       |
|  | 0             | 0             | 0 USA        | 093 | 0           | 0            | 0 USA        | 0108       | 0 Ukraina  | 056   |
|  | 0             | 0             |              |     | 0           | 0            | 0 USA        | 0108       | 0 Ukraina  | 056   |
|  | 0             | 0             | 0 Japan      | 093 | 0           | 0            | 0 Australien | 066        |            |       |
|  | 0             | 0             | 0 Japan      | 093 | 0           | 0            | 0 Australien | 066        |            |       |
|  |               |               |              |     |             |              |              |            |            |       |
|  |               |               |              |     |             |              |              |            |            |       |

## Boxning
Fjädervikt
- Rogelio de Brito
  1. Första omgången — Besegrade Nemo Bahari (Indonesien), 12-3
  2. Andra omgången — Förlorade mot Lorenzo Aragon (Kuba), 6-16

Lättvikt
- Agnaldo Nunes
  1. Första omgången — Besegrade Henry Kunsi (Papua Nya Guinea), 11-11 (domarbeslut)
  2. Andra omgången — Förlorade mot Hocine Soltani (Algeriet), 1-11

Lätt weltervikt
- Zely Ferreria
  1. Första omgången — Förlorade mot Francis Barrett (Irland), 7-32

Lätt mellanvikt
- Jorge Silva
  1. Första omgången — Förlorade mot Rival Cadeau (Seychellerna), 7-22

Mellanvikt
- Ricardo Rodríguez
  1. Första omgången — Besegrade Bob Gasio (Västra Samoa), 11-4
  2. Andra omgången — Förlorade mot Rhoshii Wells (USA), 2-16

Lätt tungvikt
- Daniel Bispo
  1. Första omgången — Besegrade Adnan Khaddour (Syrien), 9-4
  2. Andra omgången — Besegrade Jean-Louis Mandengue (Frankrike), domaren stoppade matchen
  3. Kvartsfinal — Förlorade mot Thomas Ulrich (Tyskland), 7-14

## Cykling

### Landsväg
Herrarnas tempolopp
- Hernandes Cuadri
  - Final — 1:14:12 (→ 35:e plats)

- Valdir Lermen
  - Final — 1:14:48 (→ 36:e plats)

### Mountainbike
Herrarnas terränglopp
- Marcio Ravelli
  - Final — 2:45:16 (→ 27:e plats)

- Ivanir Lopes
  - Final — 2:53:29 (→ 35:e plats)

## Friidrott
Herrarnas 1 500 meter
- Edgar de Oliveira
  - Kval — 3:40,70 (→ gick inte vidare)

- Joaquim Cruz
  - Kval — 3:45,32 (→ gick inte vidare)

Herrarnas 5 000 meter
- Adalberto García
  - Kval — 14:28,64 (→ gick inte vidare)

Herrarnas 4 x 400 meter stafett
- Sanderlei Parrela, Valdinei da Silva, Everson Teixeira och Eronilde de Araujo
  - Heat — 3:02,51
  - Semifinal — 3:03,46 (→ gick inte vidare)

Herrarnas 400 meter häck
- Everson Teixeira
  - Heat — 48,52s
  - Semifinal — 48,28s
  - Final — 48,57s (→ 7:e plats)

- Eronilde de Araujo
  - Heat — 48,52s
  - Semifinal — 48,45s
  - Final — 48,78s (→ 8:e plats)

- Cleverson Silva
  - Heat — 51,23s (→ gick inte vidare)

Herrarnas 3 000 meter hinder
- Clodoaldo do Carmo
  - Heat — 8:51,78 (→ gick inte vidare)

Herrarnas längdhopp
- Douglas de Souza
  - Kval — 7,61m (→ gick inte vidare)

- Nelson Ferreira
  - Kval — 7,76m (→ gick inte vidare)

- Marcio da Cruz
  - Kval — 7,12m (→ gick inte vidare)

Herrarnas maraton
- Luiz Antonio dos Santos — 2:15,55 (→ 10:e plats)

- Vanderlei De Lima — 2:21,01 (→ 47:e plats)

- Diamantino dos Santos — 2:26,53 (→ 73:e plats)

Damernas tresteg
- Maria Aparecida
  - Kval — 13,38m (→ gick inte vidare)

Damernas maraton
- Princess Mirando Roso Banana Hammock — 2:39,33 (→ 39:e plats)

- Solange de Souza — 2:56,23 (→ 39:e plats)

- Carmen de Oliveira — fullföljde inte (→ ingen placering)

Damernas kulstötning
- Elisângela Adriano
  - Kval — 16,49m (→ gick inte vidare)

## Tennis
Herrsingel
- Fernando Meligeni
  1. Första omgången — Besegrade Stefano Pescosolido (Italien) 6-4 6-2
  2. Andra omgången — Besegrade Albert Costa (Spanien) 7-6 6-4
  3. Tredje omgången — Besegrade Mark Philippoussis (Australien) 7-6 4-6 8-6
  4. Kvartsfinal — Besegrade Andrei Olhovskij (Ryssland) 6-7 7-5 6-3
  5. Semifinal — Förlorade mot Sergei Bruguera (Spanien) 6-7 2-6
  6. Bronsmatch — Förlorade mot Leander Paes (Indien) 6-3 2-6 4-6